# Джон Бакен Твідсмур
Джон Ба́кен Твідсмур  (англ. John Buchan, 1st Baron Tweedsmuir; 26 серпня 1875, Перт, Шотландія — 11 лютого 1940, Монреаль, Квебек) — шотландський письменник, політик, дипломат, 15-й генерал-губернатор Канади.

## Біографія
Бакен навчався класичного мистецтва в університеті Глазго, пізніше — у Брейспос-коледжі та Оксфордському університеті.
Був приватним секретарем Альфреда Мільнера, верховного комісара Південно-Африканського Союзу, губернатора Капської колонії, колоніального адміністратора Оранжевої Республіки і Трансвааля.
1907 року Бакен став редактором журналу «Спектейтор» (англ. The Spectator), написав пригодницький роман «Джон Пестор». Займався політикою, вступив до партії юніоністів. Підтримував вільну торгівлю, виборчі права жінок, народне страхування та обмеження влади Палати лордів.
1915 року, на початку Першої світової війни Бакен видав свій найвідоміший роман — шпигунський трилер «39 сходинок».
1916 року вийшов друком роман Бакена «Зелена мантія». Він вступив на військову службу до армії Великої Британії, дослужився до звання молодшого лейтенанта корпусу розвідки.
Разом із Чарлзом Мастерманом Бакен писав статті, присвячені подіям Першої світової війни. Пізніше видав книжку «Історія війни Нельсона» (англ. Nelson's History of the War).
Після війни Бакен продовжив писати і цікавився історією. Став президентом Шотландського історичного товариства та опікуном Народної бібліотеки Шотландії. 1927 року його було обрано до парламенту від партії юніоністів.
1935 року Альфред Гічкок екранізував один з романів Бакена, створивши фільм «39 сходинок». Цього ж року він отримав Орден лицарів честі.
1935 року Бакена призначено генерал-губернатором Канади. Він обіймав цю посаду до смерті в 1940 році.

## Художні твори
- 1896 Сер Кіхот Мурський / Sir Quixote of the Moors
- 1898 Джон Барнет Барнс / John Burnet of Barns
- 1899 Сіра погода / Grey Weather
- 1899 A Lost Lady of Old Years
- 1900 Безсердечний / The Half-Hearted
- 1902 The Watcher by the Threshold
- 1906 Будиночок у глушині / A Lodge in the Wilderness
- 1919 Джон Престер / Prester John
- 1912 The Moon Endureth
- 1915 Вітаймо шукачів пригод / Salute to Adventurers
- 1915 39 сходинок[en] / The 39 Steps
- 1916 Електростанція / The Power House
- 1916 Ґрінмантл / Greenmantle
- 1919 Містер Стандфаст / Mr. Standfast
- 1921 Королівська стежка / The Path of the King
- 1922 Вежа полювання / Huntingtower
- 1923 Середина зими / Midwinter
- 1924 Три заручники / The Three Hostages
- 1825 Джон Макнаб / John Macnab
- 1926 Танцювальна долівка / The Dancing Floor
- 1927 Лісова відьма / Witch Wood
- 1828 The Runagates Club
- 1929 The Courts of the Morning
- 1930 Castle Gay
- 1931 Покривало мороку / The Blanket of the Dark
- 1932 Шпарина між штор / The Gap in the Curtain
- 1932 Чарівний ціпок / The Magic Walking Stick
- 1833 Принц полону / A Prince of the Captivity
- 1934 Вільні рибалки / The Free Fishers
- 1835 Дім чотирьох вітрів / The House of the Four Winds
- 1936 Острів Вівці / The Island of Sheep
- 1941 'Річка Хвора Серце' або в США 'Гористі луки' / Sick Heart River (US title: «Mountain Meadow»)
- 1941 'Довгий Зворот' або в США 'Озеро Золота' / The Long Traverse (US title: «Lake of Gold»)
- 1984 Далекі острови й інші фантастичні історії / The Far Islands and Other Tales of Fantasy

## Інші твори
- 1896 Вчені цигані / «Scholar-Gypsies»
- 1903 Африканська Колонія / «The African Colony»
- 1905 Закон про оподаткування стороннього прибутку / «The Law Relating to the Taxation of Foreign Income»
- 1908 Шлях Вісімнадцятого Столітті / «Some Eighteenth Century Byways»
- 1911 Сер Вальтер Релег / «Sir Walter Raleigh»
- 1912 Гомруль / «What the Home Rule Bill Means»
- 1913 Маркіз Монтросе / «The Marquis of Montrose»
- 1913 Ендрю Джеймсон, Лорд Врдель / «Andrew Jameson, Lord Ardwall»
- 1914—1919 Історія війни Нельсона — 24 книги / «Nelson's History Of The War. 24 volumes»
- 1915 Війна Британія на суші / «Britain's War by Land»
- 1915 Досягнення Франції / "The Achievement of France "
- 1915 Шлюб — тяжке випробування / «Ordeal by Marriage»
- 1916 Майбутнє війни / «The Future of the War»
- 1916 Битва на Соммі — перша фаза / «The Battle of the Somme, First Phase»
- 1916 Мета війни / «The Purpose of War»
- 1916 Битва за Ютландію / «The Battle of Jutland»
- 1917 Вірші — Шотландці та англійці /«Poems, Scots and English»
- 1917 Битва на Соммі — друга фаза / «The Battle of the Somme, Second Phase»
- 1919 Пам'ять / «These for Remembrance»
- 1919 Батальні звитяги Шотландії / «The Battle Honours of Scotland 1914—1918»
- 1920 Історія Півдня / «The History of the South»
- 1920 Африканські війська у Франції / «African Forces in France»
- 1920 Френсіс і Ріверсдейл Гренфелл / «Francis and Riversdale Grenfell»
- 1920 Довгий шлях до перемоги / «The Long Road to Victory»
- 1922 Історія Великої війни / «A History of the Great War»
- 1922 Книга втеч і поспішних подорожей / «A Book of Escapes and Hurried Journeys»
- 1923 Останні таємниці / «The Last Secrets»
- 1823 Історія англійської літератури / «A History of English Literature»
- 1923 Пам'ятні дні / «Days to Remember»
- 1924 Кілька нотаток про сера Вальтера Скотта / «Some Notes on Sir Walter Scott»
- 1924 Мемуари Лорда Минто / «Lord Minto, a Memoir»
- 1925 Історія королівських шотландських стрільців 1678—1918 / «The History of the Royal Scots Fusiliers 1678—1918»
- 1925 Чоловік і книга: сер Вальтер Скотт / «The Man and the Book: Sir Walter Scott»
- 1925 Два тяжких випробування демократії / «Two Ordeals of Democracy»
- 1926 Проповідь і відновлення сил / «Homilies and Recreations»
- 1930 Кірк в Шотландії (з Джорджем Адамом Смітом / «The Kirk in Scotland (with George Adam Smith)»
- 1930 «Монтроуз і лідерство» / «Montrose and Leadership»
- 1930 Лорд Росбері / «Lord Rosebery, 1847—1929»
- 1931 Роман і казка / «The Novel and the Fairy Tale»
- 1932 Гай Юлій Цезар / «Julius Caesar»
- 1932 Ендрю Ланг і кордони / «Andrew Lang and the Borders»
- 1933 Побиття в Гленсо / «The Massacre of Glencoe»
- 1933 Джерело життя / «The Margins of Life»
- 1934 Гордон у Хартумі / «Gordon at Khartoum»
- 1934 Олівер Кромвель / «Oliver Cromwell»
- 1935 Грація Короля / «The King's Grace»
- 1937 Октавіан Август / «Augustus»
- 1938 Дім перекладача / «The Interpreter's House»
- 1938 Пресбитеріанісм: Учора, Сьогодні і Завтра / «Presbyterianism Yesterday, Today and Tomorrow»
- 1940 Шлях Пілігрима / «Memory Hold-the-Door (US title: Pilgrim's Way)»
- 1940 Примітки і описи / «Comments and Characters»
- 1940 Канадські пригоди / «Canadian Occasions»